# Uncharted 4: A Thief's End
Uncharted 4: A Thief's End är ett actionäventyrsspel till Playstation 4, utvecklat av Naughty Dog och utgivet av Sony Interactive Entertainment den 10 maj 2016. En teaser trailer visades under november 2013. Spelet utannonserades på E3-mässan 2014.

## Utveckling
Den 14 november 2013 släppte Naughty Dog en teaser trailer för Uncharted 4, och man sade att spelet släpps till Playstation 4. Trailern visade en karta över den afrikanska kontinenten. På kartan är Madagaskar och Île Sainte-Marie markerat. Den 6 december 2014 fick man se den första gameplay-trailern.
I mars 2014 meddelas det att manusförfattaren Amy Hennig och Justin Richmond hade lämnat studion. Neil Druckmann och Bruce Straley fick ta deras plats. På E3-mässan 2014 blev spelet utannonserat och man fick veta att titeln är Uncharted 4: A Thief's End. Releasedatumet var först planerad till hösten 2015, men blev senare flyttat till den 18 mars 2016. Den 23 december 2015 meddelades att ytterligare tid skulle behövas innan release för att kunna finputsa detaljer i spelet. Slutgiltigt releasedatum blev 26 april 2016 för Nordamerika och 27 april 2016 för Europa. Den första mars 2016 försenades spelet ännu en gång, nu för att säkerställa att spelare världen över skulle kunna spela spelet samma dag som det släpps och spelet fick därmed releasedatumet 10 maj 2016. Den 18 mars 2016 twittrade Naughty Dogs vice-VD Evan Wells att Uncharted 4 har nått guldstatus.